# Eleições presidenciais na Ucrânia
As eleições presidenciais ucranianas acontecem para eleger o presidente da Ucrânia pelos próximos cinco anos.
Existe a possibilidade de apenas uma reeleição.
Desde a criação do cargo de Presidente da Ucrânia em 1991, as eleições presidenciais ocorreram sete vezes: em 1991, 1994, 1999, 2004, 2010, 2014 e 2019.

## Procedimento
As regras da eleição presidencial são definidas pela Constituição ucraniana de 25 de março de 1999 (com a redação que lhe foi dada em 18 de março de 2014). 

### Requisitos de elegibilidade
Um candidato ao cargo de presidente deve:
- ser um cidadão da Ucrânia;
- ter pelo menos 35 anos no dia da eleição;
- tem direito de voto;
- falar a língua oficial (ucraniano);
- morar na Ucrânia nos últimos dez anos.[1][2]

Um candidato pode ser indicado por um partido político ou autoindicado.

### Voto popular
O presidente é eleito por voto popular direto em uma disputa majoritária de dois turnos: se nenhum candidato obtiver a maioria simples (mais de 50%) dos votos no primeiro turno, os dois candidatos com mais votos avançam para o segundo turno. O segundo turno é realizada dentro de duas semanas após a primeira. Se um dos dois candidatos restantes desistir da disputa menos de 12 dias antes do segundo turno, o outro ainda deve ganhar mais de 50% dos votos do segundo turno para ser eleito presidente.
O eleitor deve ser cidadão ucraniano e ter pelo menos 18 anos no dia da eleição.
Não há requisitos para uma certa participação eleitoral mínima.

## Lista das eleições presidenciais ucranianas
- Eleição presidencial ucraniana de 1991
- Eleição presidencial ucraniana de 1994
- Eleição presidencial ucraniana de 1999
- Eleição presidencial ucraniana de 2004
- Eleição presidencial ucraniana de 2010
- Eleição presidencial ucraniana de 2014
- Eleição presidencial ucraniana de 2019
- Eleição presidencial ucraniana de 2024

## Participação eleitoral
A maior participação eleitoral - 84% - foi registrada durante a primeira eleição em dezembro de 1991.